# Schwarzatal
Schwarzatal – miasto i gmina (Landgemeinde) w Niemczech, w kraju związkowym Turyngia, w powiecie Saalfeld-Rudolstadt, siedziba wspólnoty administracyjnej Schwarzatal. Powstało 1 stycznia 2019 z połączenia gminy Meuselbach-Schwarzmühle i miasta Oberweißbach/Thür. Wald pochodzących z dzień wcześniej rozwiązanej wspólnoty administracyjnej Bergbahnregion/Schwarzatal oraz gminy Mellenbach-Glasbach pochodzącej z rozwiązanej wspólnoty administracyjnej Mittleres Schwarzatal.